# 北緯59度線
北緯59度線（ほくい59どせん）は、地球の赤道面より北に地理緯度にして59度の角度を成す緯線。ヨーロッパ、アジア、太平洋、北アメリカ、大西洋を通過する。
この緯度の下では、夏至点時の可照時間は18時間30分で、冬至点時は6時間11分である。

## 通過する地域一覧
北緯59度線は、本初子午線から東に向かって以下の場所を通っている。
| 地理座標                                               | 国土・領土・領海 | 備考                                                                        |
| ------------------------------------------------------ | ---------------- | --------------------------------------------------------------------------- |
| 北緯59度0分 東経0度0分 / 北緯59.000度 東経0.000度      | 北海             |                                                                             |
| 北緯59度0分 東経5度34分 / 北緯59.000度 東経5.567度     | ノルウェー       |                                                                             |
| 北緯59度0分 東経10度3分 / 北緯59.000度 東経10.050度    | スカゲラク海峡   |                                                                             |
| 北緯59度0分 東経11度2分 / 北緯59.000度 東経11.033度    | ノルウェー       | バーラ島（英語版）                                                          |
| 北緯59度0分 東経11度6分 / 北緯59.000度 東経11.100度    | スウェーデン     |                                                                             |
| 北緯59度0分 東経11度27分 / 北緯59.000度 東経11.450度   | ノルウェー       |                                                                             |
| 北緯59度0分 東経11度42分 / 北緯59.000度 東経11.700度   | スウェーデン     | ヴェーネルン湖を通過                                                        |
| 北緯59度0分 東経18度9分 / 北緯59.000度 東経18.150度    | バルト海         |                                                                             |
| 北緯59度0分 東経22度30分 / 北緯59.000度 東経22.500度   | エストニア       | ヒーウマー島                                                                |
| 北緯59度0分 東経22度52分 / 北緯59.000度 東経22.867度   | バルト海         |                                                                             |
| 北緯59度0分 東経23度8分 / 北緯59.000度 東経23.133度    | エストニア       | ボルムシ島（英語版）、本土。ペイプシ湖を通過                                |
| 北緯59度0分 東経27度44分 / 北緯59.000度 東経27.733度   | ロシア           | ルイビンスク貯水池（英語版）を通過                                          |
| 北緯59度0分 東経142度2分 / 北緯59.000度 東経142.033度  | オホーツク海     |                                                                             |
| 北緯59度0分 東経150度29分 / 北緯59.000度 東経150.483度 | ロシア           | Zavyalov島                                                                  |
| 北緯59度0分 東経150度36分 / 北緯59.000度 東経150.600度 | オホーツク海     |                                                                             |
| 北緯59度0分 東経151度14分 / 北緯59.000度 東経151.233度 | ロシア           |                                                                             |
| 北緯59度0分 東経152度57分 / 北緯59.000度 東経152.950度 | オホーツク海     |                                                                             |
| 北緯59度0分 東経159度44分 / 北緯59.000度 東経159.733度 | ロシア           | カムチャツカ半島                                                            |
| 北緯59度0分 東経163度5分 / 北緯59.000度 東経163.083度  | ベーリング海     | リュトケ海峡（英語版）                                                      |
| 北緯59度0分 東経163度54分 / 北緯59.000度 東経163.900度 | ロシア           | カラギンスキー島                                                            |
| 北緯59度0分 東経164度43分 / 北緯59.000度 東経164.717度 | ベーリング海     |                                                                             |
| 北緯59度0分 西経161度49分 / 北緯59.000度 西経161.817度 | アメリカ合衆国   | アラスカ州                                                                  |
| 北緯59度0分 西経153度36分 / 北緯59.000度 西経153.600度 | 太平洋           | アラスカ湾 - バレン島の北を通過                                             |
| 北緯59度0分 西経138度10分 / 北緯59.000度 西経138.167度 | アメリカ合衆国   | アラスカ州                                                                  |
| 北緯59度0分 西経137度30分 / 北緯59.000度 西経137.500度 | カナダ           | ブリティッシュコロンビア州 - 約13km                                         |
| 北緯59度0分 西経137度16分 / 北緯59.000度 西経137.267度 | アメリカ合衆国   | アラスカ州                                                                  |
| 北緯59度0分 西経134度24分 / 北緯59.000度 西経134.400度 | カナダ           | ブリティッシュコロンビア州 アルバータ州 サスカチュワン州 マニトバ州         |
| 北緯59度0分 西経94度43分 / 北緯59.000度 西経94.717度   | ハドソン湾       | カナダヌナブト準州オタワ島（英語版）の南を通過                              |
| 北緯59度0分 西経78度21分 / 北緯59.000度 西経78.350度   | カナダ           | ヌナブト準州 ケベック州 ヌナブト準州 - ターセル島                           |
| 北緯59度0分 西経68度58分 / 北緯59.000度 西経68.967度   | アンガヴァ湾     |                                                                             |
| 北緯59度0分 西経65度54分 / 北緯59.000度 西経65.900度   | カナダ           | ヌナブト準州 - いくつかの島 ケベック州 ニューファンドランド・ラブラドール州 |
| 北緯59度0分 西経63度13分 / 北緯59.000度 西経63.217度   | 大西洋           |                                                                             |
| 北緯59度0分 西経3度22分 / 北緯59.000度 西経3.367度     | イギリス         | スコットランド - オークニー諸島・メインランド島                             |
| 北緯59度0分 西経2度55分 / 北緯59.000度 西経2.917度     | 北海             |                                                                             |